# Sarah Grimké
Pour les articles homonymes, voir Grimké.
Sarah Moore Grimké (26 novembre 1792 – 23 décembre 1873) est une militante abolitionniste et féministe américaine qui s'est consacrée à la défense des droits des femmes y compris le suffrage féminin, souvent en compagnie de sa sœur Angelina.

## Hommages
- Elle est inscrite au National Women's Hall of Fame.
- Le cratère vénusien Grimke a été nommé en son honneur.